# In de beste families
In de beste families is een televisieprogramma van de NTR waarin presentator Coen Verbraak leden van verschillende families interviewt over levensthema's. In de eerste reeks praat met Verbraak met broers en zussen. In de tweede serie staan moeders centraal. Het programma wordt beschouwd als de opvolger van Kijken in de ziel en kent eenzelfde opzet. Interviews worden afzonderlijk gedaan, maar door elkaar gemonteerd waardoor de illusie van een rondetafelgesprek ontstaat.

## Afleveringen

### Seizoen 1
Vragen die in de eerste reeks onder andere aan de orde komen zijn: was er eigenlijk een favoriet kind thuis? Werd er van allemaal evenveel gehouden? Zijn er van ieder kind evenveel foto’s? Ontsnap je ooit aan de ingesleten patronen uit je jeugd? Zou je je broer of zus hebben uitgekozen in je vriendenkring?
| Afl. | Uitzenddatum     | Kijkcijfers |
| ---- | ---------------- | ----------- |
| 1    | 24 juli 2019     | 411.000     |
| 2    | 31 juli 2019     | 398.000     |
| 3    | 7 augustus 2019  | 366.000     |
| 4    | 14 augustus 2019 | 413.000     |
| 5    | 21 augustus 2019 | 396.000     |
| 6    | 28 augustus 2019 | 315.000     |

### Seizoen 2
In het tweede seizoen praat Coen Verbraak over moeders, met moeders én hun kinderen. Vragen die onder andere aan de orde komen zijn: hoe belangrijk is die vrouw bij wie je leven begon eigenlijk voor je? Is je moeder een voorbeeld of juist helemaal niét? Blijf je in het contact met je moeder altijd kind, of draaien die rollen zich op een dag om?
| Afl. | Uitzenddatum     | Kijkcijfers |
| ---- | ---------------- | ----------- |
| 1    | 21 december 2020 |             |
| 2    | 22 december 2020 |             |
| 3    | 23 december 2020 |             |
| 4    | 24 december 2020 |             |
| 5    | 25 december 2020 |             |

### Seizoen 3
In het derde seizoen praat Coen Verbraak over vaders, met vaders én hun kinderen. 
| Afl. | Uitzenddatum     | Kijkcijfers |
| ---- | ---------------- | ----------- |
| 1    | 25 december 2023 |             |
| 2    | 26 december 2023 |             |
| 3    | 27 december 2023 |             |
| 4    | 28 december 2023 |             |
| 5    | 29 december 2023 |             |